# احمد مختار پاشا
احمد مختار پاشا 
(به ترکی استانبولی: Ahmet Muhtar Paşa) (۳۰ نوامبر / ۱ دسامبر ۱۸۳۹، بورسا، ترکیه - ۲۱ ژانویه ۱۹۱۹، استانبول) نخست‌وزیر و ژنرال عثمانی بود.
وی فرمانده جبهه قفقاز در جنگ روس-ترکیه (۱۸۷۷-۱۸۷۸) بود که به پاس مقاومت‌هایش در برابر روسیه عنوان غازی به وی داده شد.
از وی آثار نجومی بسیاری در مورد ارتباط بین تقویم‌های هجری شمسی و قمری و همچنین میلادی برجا مانده که از مهم‌ترینشان می‌توان به «اصلاح التقویم» (نوشته شده به عربی و ترکی) و «تقویم سال» اشاره کرد.
وی در سال ۱۹۱۹ در استانبول درگذشت و جسدش در مسجد فاتح به خاک سپرده شد.